# Most wiszący
Most wiszący – most, w którym pomiędzy pylonami rozpięte są liny, taśmy lub łańcuchy, do których podwieszone są przęsła. Ten typ konstrukcji mostowej został wynaleziony w XIX w., natomiast mosty wiszące o prostej konstrukcji, w których nie stosowano pylonów, a przęsła są zawieszone wyłącznie na linach zakotwionych w podłożu, były stosowane od dawna w rejonach górskich.

## Przykłady

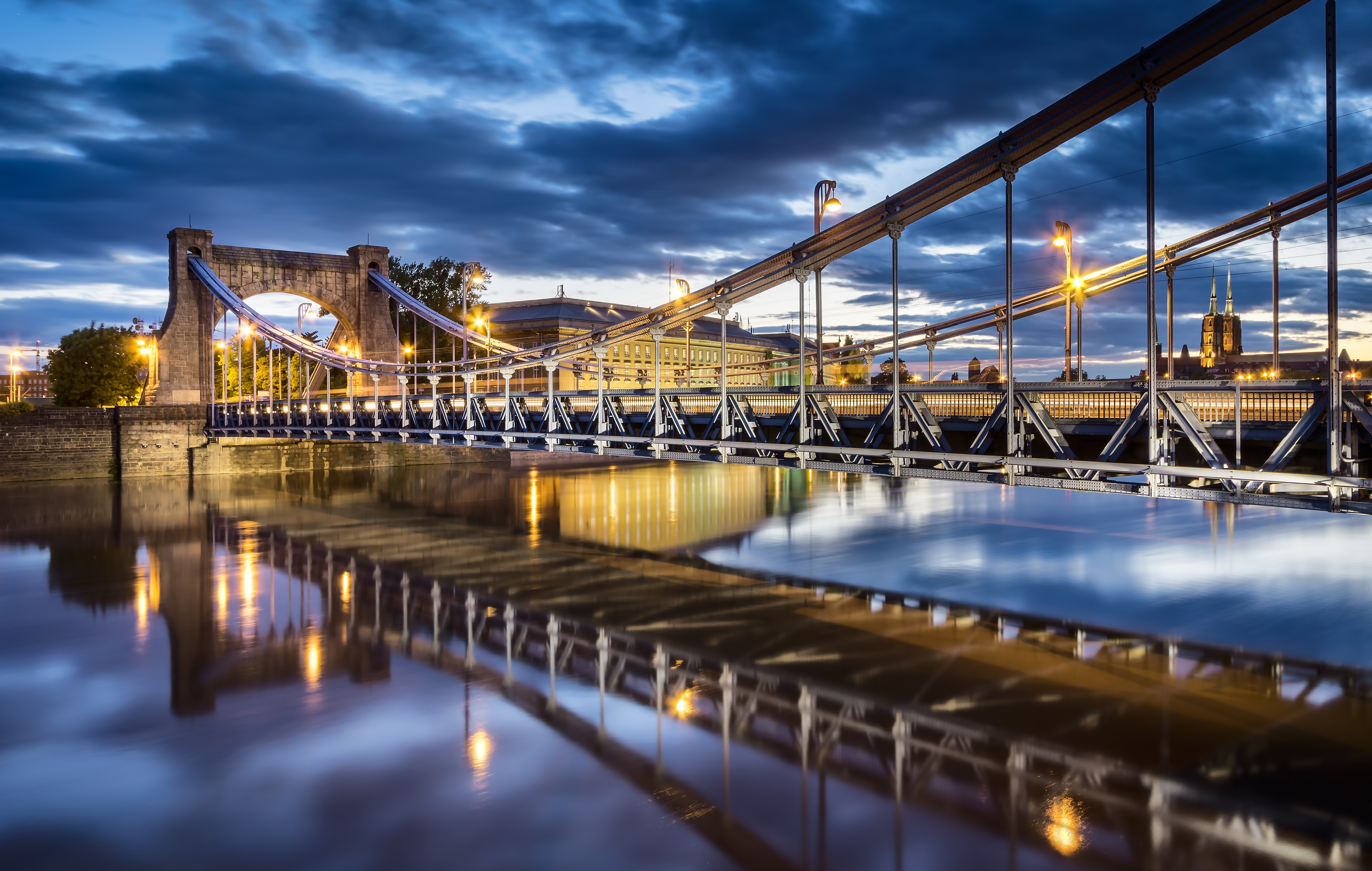
Most Grunwaldzki

### Mosty wiszące w Polsce
- Most Grunwaldzki we Wrocławiu
- Most Kłosowski zwany Mostem nad jeziorem Raduń
- Most wiszący w Ozimku

### Mosty wiszące na świecie

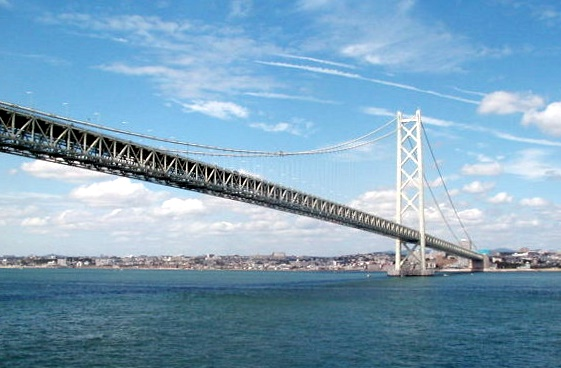
Most Akashi Kaikyo

- Most Çanakkale 1915 – najdłuższy na świecie
- Most Akashi Kaikyō
- Golden Gate Bridge – symbol San Francisco
- Most Brookliński
- Manhattan Bridge
- Most Mehmeda Zdobywcy
- Most Łańcuchowy w Budapeszcie
- Lions Gate Bridge
- most wiszący w Randa w Szwajcarii